# Tectidrilus verrucosus
Tectidrilus verrucosus är en ringmaskart som först beskrevs av Cook 1974.  Tectidrilus verrucosus ingår i släktet Tectidrilus och familjen glattmaskar. Inga underarter finns listade i Catalogue of Life.